# Фірмік (кратер)

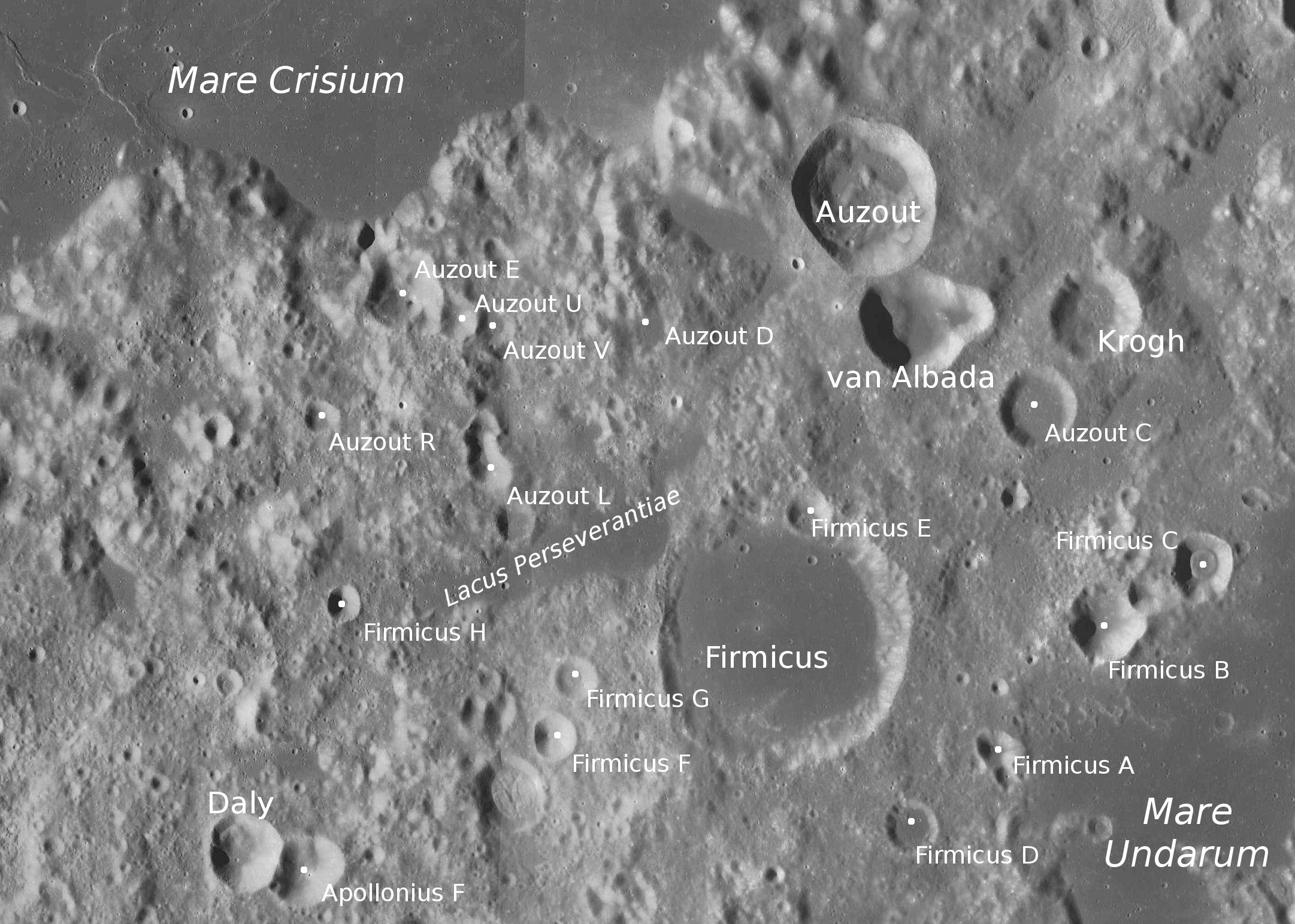

Фірмік (лат. Firmicus) — великий  місячний ударний кратер, знаходиться в західній частині Моря Undarum, і північному сході аналогічного розміру кратера Аполлонія. На північ від Фірмік — кратери Ван Альбада і Озу. У додатку до своєї північно-західній Озеро Наполегливості (лат. Lacus Perseverantiae).
Найбільш помітним аспектом Фірмік є темне плоске дно. У кратері аналогічний альбедо до поверхні Моря Криз на північ, що робить його помітним серед кількох з його оточення. Дно не зазнало істотного впливу, так як він був створений, хоча, безумовно, багато незначних впливів по його поверхні. Зовнішній край Фірмік зазнав деякої ерозії, особливо уздовж північного краю.
Кратер названий на честь давньоримського поета часів пізньої Римської імперії Фірміка Матерна (нім. Julius Firmicus Maternus).

## Супутникові кратери
За угодою ці функції визначені на місячних картах, поміщаючи лист на стороні кратера середині, яка найближче до Фірміка.
| Фірмік | Широта | Ловгота | Діаметр |
| ------ | ------ | ------- | ------- |
| A      | 6.4° N | 65.1° E | 8 км    |
| B      | 7.3° N | 65.8° E | 14 км   |
| C      | 7.7° N | 66.5° E | 13 км   |
| D      | 5.9° N | 64.4° E | 11 км   |
| E      | 8.0° N | 63.6° E | 9 км    |
| F      | 6.5° N | 61.8° E | 9 км    |
| G      | 6.9° N | 61.9° E | 9 км    |
| H      | 7.5° N | 60.3° E | 7 км    |
| M      | 4.1° N | 67.2° E | 42 км   |